# Nationaal park Kozara
Nationaal park Kozara (Servisch: Nacionalni Park Kozara/ Национални парк Козара) is een nationaal park in de Servische Republiek in Bosnië-Herzegovina. Het park werd opgericht in 1967 en is 34 vierkante kilometer groot. Het landschap bestaat uit bossen waarin onder andere herten, fazanten, vossen en everzwijnen leven. 